# Palki

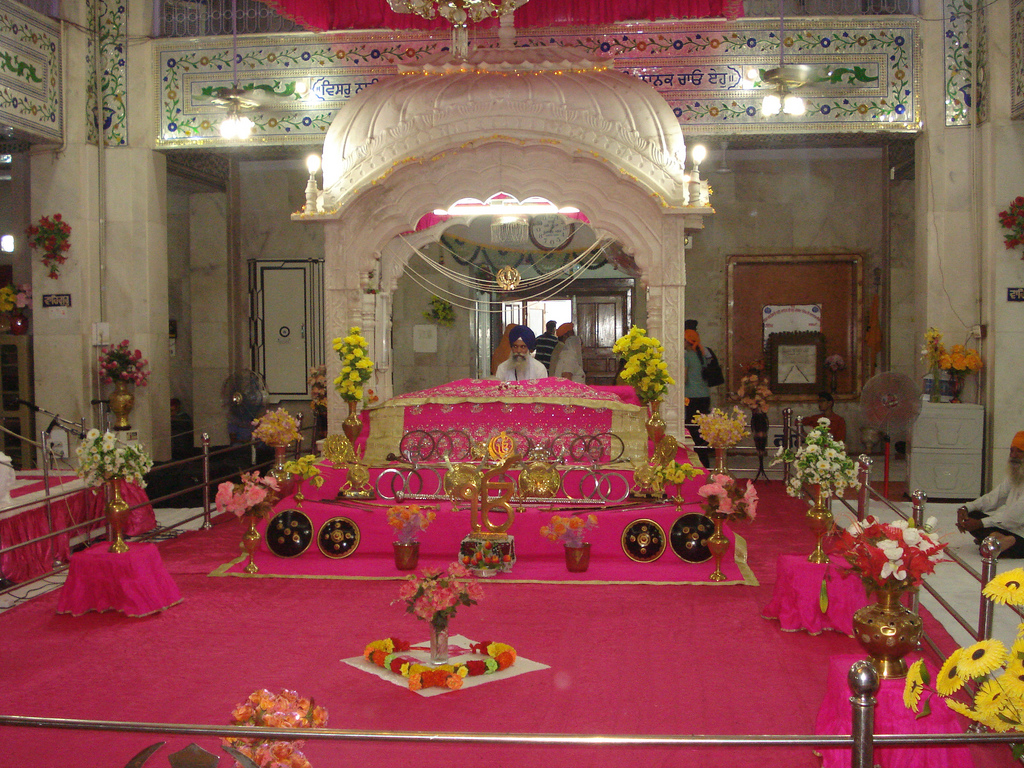
Le palki ici en pierre blanche, tel un palanquin.

Le palki est la structure où le Guru Granth Sahib, le Livre saint des sikhs, est installé dans les cérémonies et dans les temples sikhs, les gurdwaras. Le Livre est placé un peu en hauteur et la petite table est entourée de quatre poteaux qui tiennent le toit de l'ensemble, comme un petit autel couvert. Des fleurs peuvent être mises sur et autour du Guru Granth Sahib. Le tout ressemble à un palanquin, mot avec lequel palki est très proche. Le palki est fait de matériaux nobles, et il existe des palkis d'extérieur qui servent à porter le gourou éternel et intemporel en procession à l'extérieur du temple.